# Paulo de Tarso Celestino
Paulo de Tarso Celestino da Silva (Morrinhos, 26 de maio de 1944 – 12 de julho de 1971) foi um advogado e ativista politico. Atuou como guerrilheiro e participou da luta armada durante o Regime Militar do Brasil. Desapareceu após ser preso pelas autoridades em 12 de julho de 1971 e é considerado morto pela Lei 9.140/95. Foi um dos muitos casos investigados pela Comissão da Verdade, que apurou mortes e desaparecimentos durante o período correspondido pela ditadura militar brasileira.

## Biografia
Nascido em Morrinhos, um pequeno município no interior de Goiás, era filho do ex-presidente do Tribunal de Contas do Estado de Goiás (TCE-GO), Pedro Celestino da Silva Filho e Zuleika Borges Pereira Celestino. Concluiu o curso de Humanidades em 1962, no mesmo colégio onde estudou, o Colégio Universitário da Universidade Federal de Goiás. Escolhido como orador da turma, foi reconhecido também na Faculdade de Direito da Universidade de Brasília, onde formou-se aos vinte e três anos, no ano de 1973.
Foi presidente da Federação dos Estudantes Universitários de Brasília (FEUB) e exerceu advocacia em Goiânia-GO, tendo feito sustentação oral no Supremo Tribunal Federal (STF). Em 1968, viajou para a França e fez pós-graduação na Sorbonne Université, em Paris. 
Paulo de Tarso foi militante da Ação Libertadora Nacional - ALN- tendo se tornado um dos principais nomes da organização após a morte do líder Joaquim Câmara Ferreira. Segundo o documento do Departamento de Ordem Política e Social (DOPS/SP), de 10 de janeiro de 1972, baseado em um relatório da Aeronáutica, esteve em viagem para Cuba, onde teria feito o "Curso de Guerrilha Rural e Urbana", entre julho de 1969 e janeiro de 1970. Retornou ao Brasil em 1971, no mês de março, e no mesmo ano foi julgado e condenado à revelia sob pena de dois anos e seis meses de reclusão da sociedade. Depois disso, nunca mais foi visto.

## Desdobramento do caso
Paulo de Tarso Celestino desapareceu no dia 12 de julho de 1971. Segundo informações oficiais, foi capturado no Rio de Janeiro por agentes do DOICODI do I Exército, juntamente de Heleny Ferreira Tales Guariba.  Seu pai, Pedro Celestino da Silva (cassado pelo Ato Institucional Número 5), que também era advogado, além de deputado federal no Estado de Goiás, esteve atrás de informações sobre o filho durante muito tempo após o seu desaparecimento. Por meio da seccional de Brasília da Organização de Advogados Brasileiros (OAB), Pedro Celestino acionou o Ministério do Exército. Em dezembro de 1971, o Ministério informou que Paulo de Tarso havia sido preso por agentes militares, sendo, posteriormente, entregue à Polícia Federal.  Assim, o Ministério da Justiça seria o responsável por esclarecer todas as questões que circundavam o desaparecimento de Paulo Celestino. Algum tempo depois, o Ministério desmentiu o fato, alegando erro.
Em 12 de julho de 1974, o pai de Paulo Celestino, Pedro, redigiu uma declaração à Golbery do Couto e Silva, então chefe da Casa Civil da Presidência da República. A carta continha os seguintes dizeres: “Como cidadão e chefe de família é que dirijo-me a Vossa Excelência, rogando fazer chegar ao presidente da República o meu apelo extremo, depois de ver frustrados todos os recursos judiciais e extra judiciais permitidos pela ordem jurídica vigente no país (...) para encontrar meu filho. Não venho pedir-lhe que o solte, mas o mínimo que se deve garantir à pessoa humana, isto é, seja processado oficialmente, com o direito de sua família dar-lhe assistência jurídica e principalmente humana”. Entretanto, Pedro Celestino não obteve nenhuma resposta. 
Em 20 de fevereiro de 1975, o ministro da Justiça Armando Falcão, em pronunciamento público, falou sobre 27 desaparecidos políticos, entre os quais constava o nome de Paulo de Tarso, alegando que todos estavam foragidos. No dia seguinte, o pai de Pedro de Tarso publicou uma resposta ao ministro no Jornal do Brasil, onde apontou as principais contradições existentes entre as alegações do Ministro da Justiça e as do Ministério do Exército.
Segundo o relatório de prisão da ex-guerrilheira e presa política Inês Etienne Romeu, única sobrevivente do centro de tortura e execução do Exército em Petrópolis, a Casa da Morte, Paulo de Tarso e Heleny teriam sido levados àquele local. O ex-advogado teria sido submetido à 48 horas de tortura. Ele teria sido colocado no pau de arara, onde recebeu descargas elétricas em seu corpo, e também foi obrigado a ingerir excessivas quantidades de sal. Inês relatou que pôde ouvi-lo suplicar por um pouco de água. 
O nome de Paulo de Tarso conta na lista de desaparecidos políticos do anexo I, da lei 9,140/95. O seu número de protocolo na CEMDP é 151/96. Em sua homenagem, a cidade do Rio de Janeiro batizou uma de suas ruas com o seu nome. 
Com base em relatos o Grupo Tortura Nunca Mais do Rio de Janeiro, a CEMDP e o Ministério Público determinaram investigações nos livros de registos dos cemitérios de Petrópolis. O objetivo dessa investigação realizada entre 2010 e 2011 era apurar informações de que desaparecidos políticos haviam sido sepultados na cidade. O estudo preliminar indicou a possível localização de 19 desaparecidos, podendo estar entre eles Paulo de Tarso.
Até então, Paulo de Tarso permanece desaparecido. 